# سمهود، قنا
سمهود (به عربی: سمهود)، روستایی از توابع شهرستان ابو تشت در استان قنا و کشور مصر است.

## جمعیت
براساس سرشماری سال ۲۰۰۶ مصر، جمعیت آن ۱۹۳۲۴ نفر(۹۸۷۱ مرد و ۹۴۵۳ زن) بوده‌است.